# Цаппендорф
Цаппендорф (нем. Zappendorf) — посёлок в Германии, в земле Саксония-Анхальт, входит в район Зале в составе коммуны Зальцаталь.
Население составляет 475 человека (на 15 май 2022 год). Занимает площадь 11,2 км².

## История
Первое упоминание о поселении относится к 1121 году.
1 января 2010 года, после проведённых реформ, Цаппендорф вошёл в состав новой коммуны Зальцаталь в качестве района. В этот район также входят деревни: Кёльме и Мюллердорф.

## Галерея
- Цаппендорф на карте коммуны
- Церковь Цаппендорфа
- Берг-штрассе
- Бывшая водяная мельница